# 羅傑·福特
羅傑·福特（英語：Roger Ford）是一位電影和電視的美術指導，參與了《我不笨，所以我有話說》、《我很乖因為我要出國》、《小飛俠彼得潘》、《納尼亞傳奇：獅子·女巫·魔衣櫥》、《納尼亞傳奇：賈思潘王子》、《比得兔》等多部電影的設計，曾因1998年的《我很乖因為我要出國》而提名奧斯卡最佳藝術指導獎。

## 影視作品
| 年分   | 作品                             |
| ------ | -------------------------------- |
| 1971年 | 《超時空奇俠》                   |
| 1995年 | 《我不笨，所以我有話說》         |
| 1998年 | 《我很乖因為我要出國》           |
| 2002年 | 《末路小狂花》                   |
| 2003年 | 《小飛俠彼得潘》                 |
| 2005年 | 《納尼亞傳奇：獅子·女巫·魔衣櫥》 |
| 2008年 | 《納尼亞傳奇：賈思潘王子》       |
| 2012年 | 《神探愛倫坡：黑鴉疑雲》         |
| 2018年 | 《比得兔》                       |

## 外部連結
- 羅傑·福特在互联网电影资料库（IMDb）上的資料（英文）
- 羅傑·福特在时光网上的簡介（简体中文）
- 2007年9月的採訪 （页面存档备份，存于）（英文）